# هاگ (اوبرپلاتس)
هاگ (به آلمانی: Haag) یک منطقهٔ مسکونی در آلمان است که در هماو واقع شده‌است.